# Liste des horloges astronomiques d'Europe
Cet article recense les horloges astronomiques d'Europe.

## Liste

### Croatie
| Édifice           | Localité  | Comitat           | Date | Notes           | Coordonnées                       | Illus. |
| ----------------- | --------- | ----------------- | ---- | --------------- | --------------------------------- | ------ |
| Tour de l'Horloge | Dubrovnik | Dubrovnik-Neretva | 1444 | Horloge lunaire | 42° 38′ 28″ nord, 18° 06′ 38″ est |        |

### Danemark
| Édifice                            | Localité   | Région      | Date | Notes                 | Coordonnées                       | Illus. |
| ---------------------------------- | ---------- | ----------- | ---- | --------------------- | --------------------------------- | ------ |
| Horloge astronomique de Jens Olsen | Copenhague | Hovedstaden | 1955 | Dans l'hôtel de ville | 55° 40′ 32″ nord, 12° 34′ 10″ est |        |
| Cathédrale                         | Roskilde   | Sjælland    |      |                       | 55° 38′ 33″ nord, 12° 04′ 48″ est |        |

### Espagne
| Édifice                 | Localité | Communauté       | Date | Notes | Coordonnées                        | Illus. |
| ----------------------- | -------- | ---------------- | ---- | ----- | ---------------------------------- | ------ |
| Cathédrale Sainte-Marie | Astorga  | Castille-et-León |      |       | 42° 27′ 28″ nord, 6° 03′ 25″ ouest |        |

### Hongrie
| Édifice               | Localité       | Comitat | Date | Notes | Coordonnées                       | Illus. |
| --------------------- | -------------- | ------- | ---- | ----- | --------------------------------- | ------ |
| Horloge aux automates | Székesfehérvár | Fejér   | 2002 |       | 47° 11′ 25″ nord, 18° 24′ 41″ est |        |

### Lettonie
| Édifice                 | Localité | Rajon | Date | Notes | Coordonnées                       | Illus. |
| ----------------------- | -------- | ----- | ---- | ----- | --------------------------------- | ------ |
| Maison des Têtes noires | Riga     | Riga  |      |       | 56° 56′ 50″ nord, 24° 06′ 25″ est |        |

### Malte
| Édifice                  | Localité   | Région     | Date | Notes | Coordonnées                       | Illus. |
| ------------------------ | ---------- | ---------- | ---- | ----- | --------------------------------- | ------ |
| Co-cathédrale Saint-Jean | La Valette | La Valette |      |       | 35° 53′ 52″ nord, 14° 30′ 46″ est |        |

### Norvège
| Édifice        | Localité | Région | Date      | Notes | Coordonnées                       | Illus. |
| -------------- | -------- | ------ | --------- | ----- | --------------------------------- | ------ |
| Hôtel de ville | Oslo     | Oslo   | 1931–1950 |       | 59° 54′ 42″ nord, 10° 44′ 01″ est |        |

### Pays-Bas
| Édifice                           | Localité      | Province              | Date      | Notes                                          | Coordonnées                      | Illus. |
| --------------------------------- | ------------- | --------------------- | --------- | ---------------------------------------------- | -------------------------------- | ------ |
| Musée des cloches et du Peel (nl) | Asten         | Brabant-Septentrional | 1978–1982 |                                                | 51° 24′ 11″ nord, 5° 44′ 01″ est |        |
| Planétarium Eise Eisinga          | Franekeradeel | Frise                 | 1774–1781 | Horloge planétaire                             | 53° 11′ 15″ nord, 5° 32′ 38″ est |        |
| Église d'Arnemuiden               | Middelbourg   | Zélande               | 1589      | Horloge lunaire avec l'heure de la marée haute | 51° 30′ 01″ nord, 3° 40′ 25″ est |        |

### Pologne
| Édifice             | Localité | Voïvodie              | Date      | Notes                             | Coordonnées                       | Illus. |
| ------------------- | -------- | --------------------- | --------- | --------------------------------- | --------------------------------- | ------ |
| Hôtel de ville      | Wrocław  | Basse-Silésie         | 1580      | Horloge lunaire                   | 51° 06′ 35″ nord, 17° 01′ 54″ est |        |
| Château ducal       | Szczecin | Poméranie occidentale | 1693      | Horloge lunaire avec date du mois | 53° 25′ 34″ nord, 14° 33′ 37″ est |        |
| Église Sainte-Marie | Gdańsk   | Poméranie             | 1464–1470 |                                   | 54° 22′ 00″ nord, 18° 38′ 00″ est |        |

### Slovaquie
| Édifice          | Localité       | Région | Date | Notes | Coordonnées                       | Illus. |
| ---------------- | -------------- | ------ | ---- | ----- | --------------------------------- | ------ |
| Horloge slovaque | Stará Bystrica | Žilina | 2009 |       | 49° 20′ 46″ nord, 18° 56′ 12″ est |        |

### Suède
| Édifice                                             | Localité  | Comté     | Date    | Notes | Coordonnées                       | Illus. |
| --------------------------------------------------- | --------- | --------- | ------- | ----- | --------------------------------- | ------ |
| Cathédrale et son Horologium mirabile Lundense (en) | Lund      | Scanie    | c. 1380 |       | 55° 42′ 16″ nord, 13° 11′ 36″ est |        |
| Église de Nottebäck (sv)                            | Nottebäck | Kronoberg | 1954    |       | 57° 06′ 01″ nord, 15° 10′ 45″ est |        |
| Église de Rinkaby (sv)                              | Rinkaby   | Scanie    |         |       | 55° 59′ 06″ nord, 14° 16′ 12″ est |        |